# Sungai Rimbang
Sungai Rimbang is een bestuurslaag in het regentschap Lima Puluh Kota van de provincie West-Sumatra, Indonesië. Sungai Rimbang telt 2278 inwoners (volkstelling 2010).